# Zagomila
Zagomila – wieś w Słowenii, w gminie Kanal ob Soči. W 2018 roku liczyła 5 mieszkańców.